# Videójátékok zeneszerzőinek listája
Ez a lista a videójátékok zeneszerzőinek névsorát tartalmazza, vezetéknév szerint rendezve.
| Ábécé szerinti tartalomjegyzék                      |
| --------------------------------------------------- |
| A B C D E F G H I J K L M N O P Q R S T U V W X Y Z |

## A
- Abe Iszao (Oyaji) – Street Fighter II, 'Knights of the Round, Quiz & Dragons, Cadillacs and Dinosaurs, The Punisher, Dungeons & Dragons: Tower of Doom, Ring of Destruction: Slam Masters 2, X-Men: Children of the Atom, Street Fighter Alpha, Pang! 3, Super Puzzle Fighter II Turbo, Quiz Nanairo Dreams, Super Gem Fighter: Mini Mix, Street Fighter Alpha 3
- Rod Abernethy – The Hobbit, Star Trek: Legacy, King Arthur, Rise of the Kasai, Blazing Angels, Marvel Universe, The Gauntlet, The Sims Bustin’ Out
- Amajake Sinobu – Stunt Race FX
- Amano Maszamicsi – Quest 64, Meltylancer: The Animation
- Ando Hirokazu – Super Smash Bros. sorozat, Kirby’s Dream Course, Kirby’s Dream Land 2, Kirby 64: The Crystal Shards, Kirby’s Adventure
- Aoki Hidehito – Persona
- Aoki Josino – Mega Man X3, Breath of Fire III, Breath of Fire IV, Mega Man Battle & Chase
- Arai Szatosi – Ys V: Ushinawareta Suna no Miyako Kefin
- Aszakura Norijuki – Tenchu: Stealth Assassins, Tenchu 2: Birth of the Stealth Assassins, Tenchu: Wrath of Heaven, Way of the Samurai, Way of the Samurai 2, Kamiwaza
- Akahori Maszanao – GP-1, Nosferatu, Exhaust Heat, Exhaust Heat 2, Final Stretch, Assault Suits Valken, Brain Lord, Silva Saga II: The Legend of Light and Darkness
- Arai Riow – Sega Touring Car Championship, Front Mission: Alternative
- Adacsi Minako – Jissen Kyotei, Spark World, Avalon Code, Riviera: The Promised Land, Summon Night: Swordcraft Story, Yggdra Unison, Yggdra Union: We'll Never Fight Alone, Pokémon Black and White
- Payam Azadi – Age of Pahlevans, Garshasp,MirMahna

## B
- Michael Bacon – 'WCW vs NWO,VS, Duke Nukem: Land of the Babes, EverQuest II: The Shadow Odyssey,Pirate’s Gold
- Clint Bajakian – Outlaws, Star Wars Jedi Knight II: Jedi Outcast, Star Wars Jedi Knight: Jedi Academy, Star Wars: Knights of the Old Republic
- Bando Taro – Super Mario Kart, F-Zero X, F-Zero GX
- Marc Baril – Crash Bandicoot sorozat, The Simpsons Hit & Run, Scarface: The World Is Yours
- Stephen Barton – Call of Duty 4: Modern Warfare
- Andrew Barnabas – MediEvil
- Joe Basquez – Ultima Online
- Robin Beanland – Killer Instinct, Killer Instinct 2, Conker’s Bad Fur Day, GoldenEye 007, Perfect Dark
- David Bergeaud – Ratchet and Clank sorozat, Resistance: Fall of Man
- Teddy Blass – Chain Shooter, Fortune's Prime
- Helge Borgarts – Jade Rousseau
- Michiel Van den Bos – Unreal , Age of Wonders, Unreal Tournament, Deus Ex, Overlord, Overlord: Raising Hell, Overlord: Raising Hell, Overlord: Dark Legend, Overlord II
- Andy Brick – SimCity 4, The Sims 2
- Allister Brimble – Alien Breed, Superfrog, RollerCoaster Tycoon, and RollerCoaster Tycoon 2
- Michael Bross – Oddworld: Stranger’s Wrath, Oddworld: Munch’s Oddysee, Ripper, Black Dahlia
- Alexander Brandon – Unreal, Unreal Tournament, Unreal II, Deus Ex, Deus Ex: Invisible War, Gauntlet: Seven Sorrows, Alpha Protocol, Battlestar Galactica, Neverwinter Nights 2: Mask of the Betrayer
- Bill Brown – Command and Conquer: Generals, Command & Conquer: Generals Zero Hour, Return to Castle Wolfenstein, Tom Clancy’s Ghost Recon, Ghost Recon: Island Thunder, Ghost Recon: Jungle Storm, Tom Clancy’s Rainbow Six, Tom Clancy’s Rainbow Six: Rogue Spear, Rainbow Six: Black Thorn, Rainbow Six 3: Raven Shield, Rainbow Six: Lockdown, Wolfenstein: Enemy Territory

## C
- Stuart Chatwood – Road Rash 3D,NHL 2002, Prince of Persia: The Sands of Time, Warrior Within, The Two Thrones , Battles of Prince of Persia , Prince of Persia: Revelations, Prince of Persia: Rival Swords
- Donnie Christianson – Damnation the Game, Posertrax music library
- Mark Cooksey
- Stewart Copeland – Spyro the Dragon sorozat
- Cudzsijoko Juka – Fire Emblem sorozat, Paper Mario
- Jim Cuomo – Defender of the Crown

## D
- Charles Deenen – M.C. Kids, The Lost Vikings
- Fabian Del Priore – A Merregnon projekt fő zeneszerzője
- Howard Drossin – Comix Zone, Sonic Spinball

## E
- Egucsi Takahito – The Bouncer, Final Fantasy X-2
- David Evans – Sid Meier’s Alpha Centauri

## F
- Tim Follin – Ghouls and Ghosts (Amiga és Commodore 64 verziók), Ecco the Dolphin: Defender of the Future (Dreamcast), X-Men: Mutant Apocalypse (Super Nintendo)
- Fudzsioka Hirosi – Growlanser II
- Matt Furniss – különböző Sega Master System játékok részére

## G
- Martin Galway – Arkanoid, Hyper Sports, Rambo: First Blood Part 2, Slap Fight, Terra Cresta, Wizball
- Michael Giacchino – Medal of Honor sorozat
- Gary Gilbertson – The Tail of Beta Lyrae, Alternate Reality
- Harry Gregson-Williams – Metal Gear Solid, Metal Gear Solid 2, Metal Gear Solid 3

## H
- Hamano Minako – Super Metroid, Metroid Fusion, Metroid: Zero Mission
- Hamauzu Maszasi – SaGa Frontier 2, Tobal No. 1, Final Fantasy X
- Haneda Kentaro – Wizardry 1, 2, and 3; Wizardry V: Heart of the Maelstrom
- James Hannigan – Catwoman, Republic: The Revolution BAFTA Nominated 2003, Freelancer, Brute Force, Sim Theme Park BAFTA Winner 2000, Grand Prix 4, Reign of Fire, Privateer: The Darkening, Evil Genius, Advance Wars: Under Fire, Blue Vault, Warhammer: Shadow of the Horned Rat, FIFA Soccer Manager, FA Premier League Manager, F1, Conquest: Frontier Wars, Infestation, Action Man, Sim Coaster, F1 Manager
- Hasimoto Hikosi – Run Saber
- Harada Csihiro – Gitarooman
- Kurt Harland – Soul Reaver
- Harujama Szaki – Fire Emblem: Seima no Kouseki
- Jason Hayes – World of Warcraft
- Jim Hedges – Soul Reaver 2
- Steve Henifin – Blood Omen: Legacy of Kain, Eternal Darkness: Sanity's Requiem
- Hibino Norihiko – Metal Gear: Ghost Babel, Zone of the Enders, Metal Gear Solid 2: Sons of Liberty, Boktai, Metal Gear Solid 3: Snake Eater
- Higasino Miki – Genso Suikoden II, Genso Suikogaiden sorozat
- Hikicsi Maszanori – Terranigma
- Hirano Josito – Fire Emblem: Seima no Kouseki
- Hiraszava Hadzsime – Star Fox
- Hjakutarou Cukumo – Thunderforce V
- Markus Holler – Stalker – Shadow of Chernobyl
- Horijama Tosihiko – Mega Man X4
- Hoszoe Sindzsi – Metroid Prime, Xenosaga Episode II
- Rob Hubbard – számos játék Commodore 64-re
- Chris Hülsbeck – Apidya, Great Giana Sisters, Turrican sorozat

## I
- Ikegami Tadasi – Super Smash Bros. Melee
- Imahori Cuneo – Gungrave
- Isida Naoto – F-Zero
- Isikava Dzsun – Kirby sorozat, Alcahest
- Isikava Mieko – Ys V: Ushinawareta Sunano Miyako Kefin (az Ys sorozatból)
- Isivatari Daiszuke – Guilty Gear sorozat
- Ito Kendzsi – SaGa sorozat, Seiken Densetsu 1, Koi ha Balance: Battle of Lovers, Tobal No. 1, Shinyaku Seiken Densetsu
- Ivadare Norijuki – Lunar sorozat, Grandia sorozat, Growlanser
- Ivai Takajuki – X-Men vs. Street Fighter
- Ivasze Tappj – Policenauts, Metal Gear Solid
- Ivata Maszaharu – Final Fantasy Tactics, Stella Deus

## J
- Lee Jackson – Rise of the Triad, Duke Nukem 3D
- Jamada Jaszumasza – Fatal Fury sorozat, Art of Fighting sorozat
- Jamane Micsiru – Twinbee (NES), Castlevania: Bloodlines, Castlevania: Symphony of the Night, Castlevania: Harmony of Dissonance (with Soshiro Hokkai), Castlevania: Aria of Sorrow (with Soshiro Hokkai and Takashi Yoshida), Castlevania: Lament of Innocence, Gungage (with Sota Fujimori), Genso Suikoden III (with Tadashi Yoshida and Masahiko Kimura)
- Jamamoto Kendzsi – Super Metroid, Metroid Prime, Metroid Zero Mission, Dragon Ball Z: Super Butouden 2, Famicom Tantei Club 2, Hajimari no Mori
- Jamanuki Norihiko – The 7th Saga
- Jamaoka Akira – Silent Hill sorozat

## K
- Kadota Juko – X-Men vs. Street Fighter
- Kaneda Naoki – Ys V: Ushinawareta Sunano Miyako Kefin (az Ys sorozatból)
- Kanki Jumiko
- Kanna Joko – Genghis Khan, Nobunaga's Ambition sorozat
- Saki Kaskas – Need for Speed sorozat első öt része, Mass Effect 2, SimCity 4, NHL 97 és 98
- Kavaszaki Jasuhiro – Illusion of Gaia
- Kikuta Hiroki – Secret of Mana, Seiken Densetsu 3, Soukaigi, Koudelka
- Grant Kirkhope – Banjo-Kazooie, GoldenEye 007, Perfect Dark, Blast Corps
- Kitamura Josihiko – Fire Emblem: Seima no Kouseki
- Kjuma Kóicsi – Metroid Prime
- Frank Klepacki – a teljes Command & Conquer sorozat
- Kobajasi Csiho – Key of Avalon
- Kobajasi Mijoko – Terranigma
- Kobajasi Szaori – Panzer Dragoon sorozat, Satoshi Arai – Ys V: Ushinawareta Sunano Miyako Kefin (az Ys sorozatból)
- Kondo Kodzsi – Super Mario Bros. sorozat, The Legend of Zelda sorozat, Star Fox sorozat, Yume KouJou Doki Doki Panic, New Demon Island, The Mysterious Castle of Murasame
- Kosiro Juzo – ActRaiser, ActRaiser 2, Ys sorozat, Streets of Rage sorozat, Revenge of Shinobi
- Jesper Kyd – Hitman: Codename 47, Hitman 2: Silent Assassin, Hitman: Contracts, Freedom Fighters, MDK2

## L
- Michael Land – Monkey Island sorozat, Star Wars játékok, The Dig
- Barry Leitch – HeroQuest, Lotus Turbo Challenge sorozat, Top Gear, Rush 2
- Ian Livingstone – Bionicle Heroes
- Bjorn Lynne – A Worms sorozat.

## M
- Macueda Noriko – Bahamut Lagoon, Chrono Trigger, Tobal No. 1, The Bouncer, Final Fantasy X-2
- Macuko Cukasza – Sin megami tenszei sorozat, Blazeon, Kabuki Rocks, Kjújaku Megami Tensei
- Maszuda Dzsunicsi – Pokémon Red and Blue, Pokémon Gold and Silver, Pokémon Stadium, Pokémon Ruby and Sapphire
- Peter McConnell – Grim Fandango
- Joe McDermott – Zombies Ate My Neighbors
- Micuda Jaszunori – Chrono Trigger, Front Mission: Gun Hazard, Radical Dreamers, Chrono Cross, Xenogears, Legaia 2: Duel Saga, Shadow Hearts, Xenosaga
- Minegisi Toru – The Legend of Zelda: Majora's Mask, The Legend of Zelda: The Wind Waker
- Mizuta Naosi – Rockman & Forte, Parasite Eve 2, Final Fantasy XI
- Mori Akihiko – Mystic Arc
- Muranaka Rika – Castlevania: Symphony of the Night, Silent Hill, Metal Gear Solid sorozat (összes zárótéma)
- Muraoka Kazuki – Metal Gear, Metal Gear 2: Solid Snake, Metal Gear Solid

## N
- Nakacuka Akito – Zelda II: The Adventure of Link
- Nakadzsima Maszaru – Ys V: Ushinawareta Sunano Miyako Kefin (az Ys sorozatból)
- Nakano Dzsunja – Front Mission: Gun Hazard, Dew Prism, Tobal No. 1, Final Fantasy X
- Namiki Manabu
- Naruke Micdiko – Wild ARMs sorozat
- Nisiura Tomohito – Dark Cloud, Dark Cloud 2

## O
- Martin O'Donnell – Halo, Halo 2
- Oodacsi Maszanori – Castlevania sorozat
- Osima Micsiru – Genghis Khan II: Clan of the Grey Wolf, ICO
- Ozaki Vaicsiro – Mitsumete Knight R, Emphemeral Fantasia, Metal Gear Solid: The Twin Snakes

## P
- Stéphane Picq – Qin, Kult, Dune, Extase
- Robert Prince – Doom, Duke Nukem 3D, Rise of the Triad, Wolfenstein 3D
- Rom Di Prisco – Need for Speed sorozat első öt része, Unreal Tournament 3

## S
- George 'The Fat Man' Sanger – Wing Commander, The 7th Guest, Master of Orion
- Sant Mijamo – Guardian Legend, Zanac
- Andrew Sega – Unreal
- Mark Seibert – Quest for Glory sorozat, King's Quest sorozat
- Simakura Icsiro – Mario Party 3, Mario Party 4, Mario Party 5
- Simomura Joko – Front Mission sorozat, Live-A-Live, Super Mario RPG (with Nobuo Uematsu and Koji Kondo), Chocobo Stallion, Parasite Eve, Kingdom Hearts
- Siono Jaszunori – Lufia sorozat
- Sirakava Acusi – Ys V: Ushinawareta Sunano Miyako Kefin (az Ys sorozatból)
- Jeremy Soule – Secret of Evermore, Total Annihilation, The Elder Scrolls III: Morrowind, Oblivion, Skyrim, Dungeon Siege, Guild Wars sorozat, Star Wars: Knights of the Old Republic sorozat
- Glenn Stafford – Justice League Task Force, The Lost Vikings, Blackthorne, StarCraft, Warcraft, Warcraft II, Warcraft III, World of Warcraft, Diablo, Diablo II

## Sz
- Szakimoto Hitosi – Super Hockey '94, Hourai Gakuen no Bouken, Radiant Silvergun, Final Fantasy Tactics, Final Fantasy Tactics Advance, Final Fantasy XII, Breath of Fire V: Dragon Quarter
- Szakuraba Motoi – Tales of Phantasia, Tenshi no Uta: Shiroki Tsubasa no Inori, Zan 2 Spirits, Zan 3 Spirit, Star Ocean sorozat, Golden Sun sorozat
- Szaszai Rjudzsi – Final Fantasy: Mystic Quest, Bushido Blade 2, Jikkuno Hasha SaGa 3 (Final Fantasy Legend III), Rudora no Hihou
- Szato Tenpei – Marl sorozat, Disgaea, Phantom Brave
- Szava Kazuo – Nekketsu Kouha: Kunio-Kun, River City Ransom
- Szekito Cujosi – All-Star Pro Wrestling sorozat, Brave Fencer Musashi, Final Fantasy II (WonderSwan Color, Final Fantasy Origins), Chrono Trigger (PlayStation), Romancing SaGa: Minstral Saga, Final Fantasy VII: Advent Children
- Szugijama Koicsi – Gandara, Dragon Quest sorozat, E.V.O.: Search for Eden, Hanjyuku Hero sorozat, Itadaki Street 2: Neon Sign ha Bara Iro ni, Monopoly (japán változat), Syvalion, Wingman, Wingman Special
- Szuzuki Keiicsi – Earthbound

## T
- Takajama Hirohiko – Xexyz
- Takasiba Jasuhiko – Super Earth Defense Force, Tuff Enuff
- Takekava Jukehide – Soul Blazer
- Tavata Cukasza – Super Earth Defense Force, Ihatova Monogatari, Thoroughbred Breeder 3
- Tommy Tallarico – Earthworm Jim, Spot Goes To Hollywood, MDK, Maximo: Ghosts to Glory, Wild 9
- Tanaka 'Hip' Hirokazu – Balloon Fight, Earthbound, Kid Icarus, Metroid, Super Mario Land
- Tanaka Kohei – Paladin’s Quest, Lennus 2 (Paladin’s Quest 2), Xardion
- Tanioka Kumi – Final Fantasy XI, Final Fantasy: Crystal Chronicles
- Taro Szoudzsi – Castlevania sorozat, Axelay
- Jeroen Tel – Cybernoid, Cybernoid II, Eliminator
- Totaka Kazumi – Super Mario Land 2: 6 Golden Coins, Yoshi's Story, Doubutsu no Mori, Luigi's Mansion, Pokémon Ruby and Sapphire

## U
- Matt Uelman – Warcraft 2, Diablo, Diablo II
- Uemacu Nobuo – Final Fantasy sorozat, Apple Town Monogatari, Cruise Chaser Blassty, King's Knight, DynamiTracer, Front Mission: Gun Hazard
- Uemura Tacuja – Zero Wing

## V
- Vakakusza Kei – Elemental Gearbolt
- Simon Viklund – Ballistics, Bandits: Phoenix Rising, Bionic Commando Rearmed, Bionic Commando, Bionic Commando Rearmed 2, Final Fight: Double Impact, Magic Sword, Street Fighter III: 3rd Strike Online Edition, Payday: The Heist, Payday 2

## W
- David Whittaker – sok játéknak Commodore 64 és Amiga platformokra, például Speedball, Shadow of the Beast és Obliterator
- David Wise (British) – Donkey Kong Country sorozat, Jet Force Gemini, Star Fox Adventures
- Tim Wright – Wipeout, Wipeout 2097

## Z
- Inon Zur – Prince of Persia játékok, Crysis, Baldur’s Gate, Fallout 3, Dragon Age: Vérvonalak
- Hans Zimmer – Call of Duty: Modern Warfare 2, Crysis 2